# Nekrolog 1511
Nekrolog
◄◄
| ◄
| 1507
| 1508
| 1509
| 1510
| 1511 | 1512 | 1513 | 1514 | 1515 | ► | ►►
Weitere Ereignisse | Allgemeiner Nekrolog 1511
Die Beschreibung der verstorbenen Person sollte so kurz wie möglich gehalten sein und nur deren signifikante Tätigkeit(en) enthalten.
Neue Namen ggf. auch unter dem Geburts- und Sterbedatum, also etwa unter 1. Januar und im Geburts- und Sterbejahr (2024) eintragen (nur bei entsprechender großer Wichtigkeit). Für Beispiele siehe die schon vorhandenen Artikel.
Außerdem über die fünf zuletzt Verstorbenen, zu denen es einen ausreichend guten Artikel für eine Präsentation auf der Hauptseite gibt, nach der todesbedingten Überarbeitung der Artikel ggf. auch unter Wikipedia Diskussion:Hauptseite informieren und sie am besten auch in den anderen Wikipedia-Sprachversionen eintragen. Tipp: Regelmäßig bei news.google.de nach „ist tot“, „gestorben“ oder „verstorben“ suchen.
Wenn eine Person gestorben ist, gibt es viele Seiten zu dieser Person in der Wikipedia, die davon auch betroffen sind und entsprechend aktualisiert werden müssen. Beispiele: Namenübersichtsseite, Geburtsjahr, Geburtsort-Seiten und viele mehr.
Wie finde ich die betroffenen Seiten?
Im Suchfeld auf der linken Seite gibt man den Suchbegriff so ein: „Vorname Nachname“. Dann klickt man auf Volltext und alle Seiten mit entsprechendem Suchtext werden aufgerufen. Hier sieht man dann schnell, wo auch das Todesjahr Sinn macht oder sogar ein Teil des Artikels angepasst werden muss. Auch hilft das „Werkzeug“ auf der linken Seite sehr gut, um solche Seiten aufzufinden: „Links auf diese Seite“. Somit ist die Wikipedia wieder aktuell in allen Bereichen! Hinweis: bei Eintragung der Kategorie „Gestorben JAHR“ wird der Missbrauchsfilter 49 ausgelöst, was jedoch nicht schlimm ist. Siehe: Spezial:Missbrauchsfilter/49
Dies ist eine Liste von im Jahr 1511 verstorbenen bekannten Persönlichkeiten. Die Einträge erfolgen innerhalb der einzelnen Daten alphabetisch sortiert. Tiere sind im Nekrolog für Tiere zu finden.

## Januar
| Tag        | Name                     | Beruf, bekannt als                                                                                  | Alter | Beleg |
| ---------- | ------------------------ | --------------------------------------------------------------------------------------------------- | ----- | ----- |
| 4. Januar  | Ludovico Gonzaga         | Bischof von Mantua                                                                                  |       |       |
| 9. Januar  | Demetrios Chalkokondyles | griechischer Humanist, Gelehrter und Professor für griechische Sprache in Italien für über 40 Jahre | 87    |       |
| 20. Januar | Oliviero Carafa          | Erzbischof von Neapel und Kardinal                                                                  | 80    |       |

## Februar
| Tag         | Name                          | Beruf, bekannt als                                                             | Alter | Beleg |
| ----------- | ----------------------------- | ------------------------------------------------------------------------------ | ----- | ----- |
| 3. Februar  | Johann Serlinger              | Bischof von Seckau                                                             |       |       |
| 11. Februar | Charles II. d’Amboise         | Gouverneur von Paris und Marschall von Frankreich sowie Admiral von Frankreich |       |       |
| 22. Februar | Henry Tudor, Duke of Cornwall | englischer Prinz                                                               | 0     |       |

## März
| Tag      | Name                | Beruf, bekannt als                                                                   | Alter | Beleg |
| -------- | ------------------- | ------------------------------------------------------------------------------------ | ----- | ----- |
| 3. März  | Louis II. d’Amboise | Bischof von Autun, Bischof von Albi und Kardinal der Römischen Kirche                |       |       |
| 15. März | Georg von Gemmingen | Dompropst in Worms und Speyer, Generalvikar des Bistums Speyer, kirchlicher Reformer | 52    |       |

## April
| Tag       | Name                    | Beruf, bekannt als                                                                        | Alter | Beleg |
| --------- | ----------------------- | ----------------------------------------------------------------------------------------- | ----- | ----- |
| 2. April  | Bernhard VII.           | deutscher Edelherr zur Lippe                                                              | 82    |       |
| 19. April | Edo Wiemken der Jüngere | Regent der Herrschaft Jever                                                               |       |       |
| 27. April | Jakob II. von Baden     | deutscher römisch-katholischer Geistlicher; Erzbischof und Kurfürst von Trier (1503–1511) | 39    |       |

## Mai
| Tag     | Name                    | Beruf, bekannt als                          | Alter | Beleg |
| ------- | ----------------------- | ------------------------------------------- | ----- | ----- |
| 3. Mai  | Oswald I. von dem Bergh | Graf von dem Bergh                          | 69    |       |
| 10. Mai | Andreas von Sonnenberg  | deutscher Adliger, kaiserlicher General     |       |       |
| 24. Mai | Francesco Alidosi       | Kardinal, Bischof von Pavia                 |       |       |
| 29. Mai | Nicolás de Ovando       | spanischer Statthalter der Insel Hispaniola |       |       |

## Juni
| Tag      | Name                   | Beruf, bekannt als                             | Alter | Beleg |
| -------- | ---------------------- | ---------------------------------------------- | ----- | ----- |
| 13. Juni | Hedwig von Sachsen     | 26. Äbtissin des Reichsstiftes von Quedlinburg | 65    |       |
| 15. Juni | Johannes von Parkentin | Bischof des Bistums Ratzeburg                  |       |       |

## Juli
| Tag      | Name                                    | Beruf, bekannt als                              | Alter | Beleg |
| -------- | --------------------------------------- | ----------------------------------------------- | ----- | ----- |
| 2. Juli  | Hadim Ali Pascha                        | Großwesir des Osmanischen Reiches               |       |       |
| 6. Juli  | Adolf III. von Nassau-Idstein-Wiesbaden | Graf von Nassau-Idstein-Wiesbaden               | 67    |       |
| 12. Juli | Albrecht I.                             | Herzog von Münsterberg und Oels, Graf von Glatz | 42    |       |
| 26. Juli | Johann von Limburg-Broich               | Graf von Limburg, Herr zu Broich                |       |       |

## August
| Tag        | Name                | Beruf, bekannt als               | Alter | Beleg |
| ---------- | ------------------- | -------------------------------- | ----- | ----- |
| 23. August | Francesco Argentino | Kardinal der katholischen Kirche |       |       |
| 24. August | Albrecht von Bibra  | Würzburger und Bamberger Domherr |       |       |

## September
| Tag          | Name               | Beruf, bekannt als                              | Alter | Beleg |
| ------------ | ------------------ | ----------------------------------------------- | ----- | ----- |
| 6. September | Ashikaga Yoshizumi | 11. Ashikaga-Shōgun                             | 33    |       |
| 6. September | Wilhelm            | Herzog von Berg und Jülich, Graf von Ravensberg | 56    |       |

## Oktober
| Tag         | Name                                  | Beruf, bekannt als                            | Alter | Beleg |
| ----------- | ------------------------------------- | --------------------------------------------- | ----- | ----- |
| 4. Oktober  | Pedro Luis de Borja Llançol de Romaní | Kardinal der katholischen Kirche              |       |       |
| 10. Oktober | Giovanni Zaccaria Campeggi            | Jurist und Hochschullehrer                    |       |       |
| 18. Oktober | Philippe de Commynes                  | burgundisch-französischer Geschichtsschreiber |       |       |

## November
| Tag          | Name                   | Beruf, bekannt als                               | Alter | Beleg |
| ------------ | ---------------------- | ------------------------------------------------ | ----- | ----- |
| 4. November  | Francisco de Borja     | Kardinal der Katholischen Kirche                 |       |       |
| 5. November  | Gabriele de’ Gabrielli | italienischer Geistlicher, Kardinal              |       |       |
| 23. November | Mahmud Begada          | Sultan von Gujarat                               |       |       |
| 29. November | Ursula Cotta           | deutsche Patrizierin, Förderin des Martin Luther |       |       |

## Dezember
| Tag         | Name                      | Beruf, bekannt als                     | Alter | Beleg |
| ----------- | ------------------------- | -------------------------------------- | ----- | ----- |
| 3. Dezember | Johann Pfotel             | deutscher Rechtsgelehrter und Diplomat | 66    |       |
| 4. Dezember | Johann III. Rode von Wale | Erzbischof von Bremen                  |       |       |

## Datum unbekannt
| Tag | Name                         | Beruf, bekannt als                                                   | Alter | Beleg |
| --- | ---------------------------- | -------------------------------------------------------------------- | ----- | ----- |
|     | Agüeybaná II.                | puerto-ricanischer Häuptling der Taínos                              |       |       |
|     | Philipp Frankfurter          | deutscher Dichter                                                    |       |       |
|     | Michael Heuffner             | deutscher Maler und Bildhauer                                        |       |       |
|     | Diego de Nicuesa             | spanischer Entdecker, Gouverneur und Konquistador                    |       |       |
|     | Alexander von Pappenheim     | schwäbischer Adliger                                                 |       |       |
|     | Heinrich XII. von Pappenheim | Reichspfleger von Donauwörth, sowie Land- und Stadtvogt von Augsburg |       |       |
|     | Giovanni Paternò             | Erzbischof von Palermo                                               |       |       |
|     | Johannes Petri               | Buchdrucker                                                          |       |       |
|     | Kemal Reis                   | türkischer Pirat, Admiral und Kartograph                             |       |       |
|     | Matthias Ringmann            | deutscher Humanist und Philologe                                     |       |       |
|     | Marcus Semler                | deutscher Bergbauunternehmer                                         |       |       |
|     | Hartwig von Stiten           | Lübecker Bürgermeister                                               |       |       |
|     | Johannes Tinctoris           | franco-flämischer Komponist                                          |       |       |
|     | Yoshida Kanetomo             | religiöser Reformer Japans                                           |       |       |